# Pseudoloessa
Pseudoloessa – rodzaj chrząszczy z rodziny kózkowatych i podrodziny zgrzypikowych.

## Zasięg występowania
Przedstawiciele tego rodzaju występują w Azji Południowo-Wschodniej.

## Systematyka
Do Pseudoloessa zaliczane są 4 gatunki:
- Pseudoloessa bispinosa
- Pseudoloessa javanica
- Pseudoloessa laosensis
- Pseudoloessa malayana